# Треугольник точек касания вневписанных окружностей

Треугольник внекасаний (, с красными сторонами) и точка Нагеля (синяя, N) треугольника (, чёрные стороны). Оранжевые окружности — это вневписанные окружности треугольника.

Треугольник точек касания вневписанных окружностей треугольника образован соединением точек, в которых вневписанные окружности касаются треугольника.
Для краткости в статье будем называть этот треугольник треугольником внекасаний, хотя его часто называют треугольником Нагеля. Некоторые его свойства есть в статье  Точка Нагеля.

## Координаты
Вершины треугольника внекасаний задаются  трилинейными координатами:
{\displaystyle T_{A}=0:\csc ^{2}{\left(B/2\right)}:\csc ^{2}{\left(C/2\right)}}
{\displaystyle T_{B}=\csc ^{2}{\left(A/2\right)}:0:\csc ^{2}{\left(C/2\right)}}
{\displaystyle T_{C}=\csc ^{2}{\left(A/2\right)}:\csc ^{2}{\left(B/2\right)}:0}
Или, эквивалентно, если a,b,c являются длинами сторон, противоположных углам A, B, C соответственно,
{\displaystyle T_{A}=0:{\frac {a-b+c}{b}}:{\frac {a+b-c}{c}}}
{\displaystyle T_{B}={\frac {-a+b+c}{a}}:0:{\frac {a+b-c}{c}}}
{\displaystyle T_{C}={\frac {-a+b+c}{a}}:{\frac {a-b+c}{b}}:0.}

## Связанные фигуры
Разделителями периметра треугольника являются отрезки, соединяющие вершины исходного треугольника с соответствующими вершинами треугольника внекасаний. Они делят периметр пополам (это и есть определение разделителя периметра) и пересекаются в точке Нагеля, которая на рисунке выделена синим цветом и помечена буквой «N».
Эллипс Мандара касается сторон исходного треугольника в трёх вершинах треугольника внекасаний.

## Площадь
Площадь треугольника внекасаний, {\displaystyle K_{T}}, задаётся формулой:
{\displaystyle K_{T}=K{\frac {2r^{2}s}{abc}}},
где {\displaystyle K}, {\displaystyle r}, {\displaystyle s} являются площадью, радиусом вписанной окружности и полупериметром исходного треугольника, а {\displaystyle a}, {\displaystyle b}, {\displaystyle c} являются длинами сторон исходного треугольника.
Это та же площадь, что и у треугольника касаний.